# Aeromarine 50

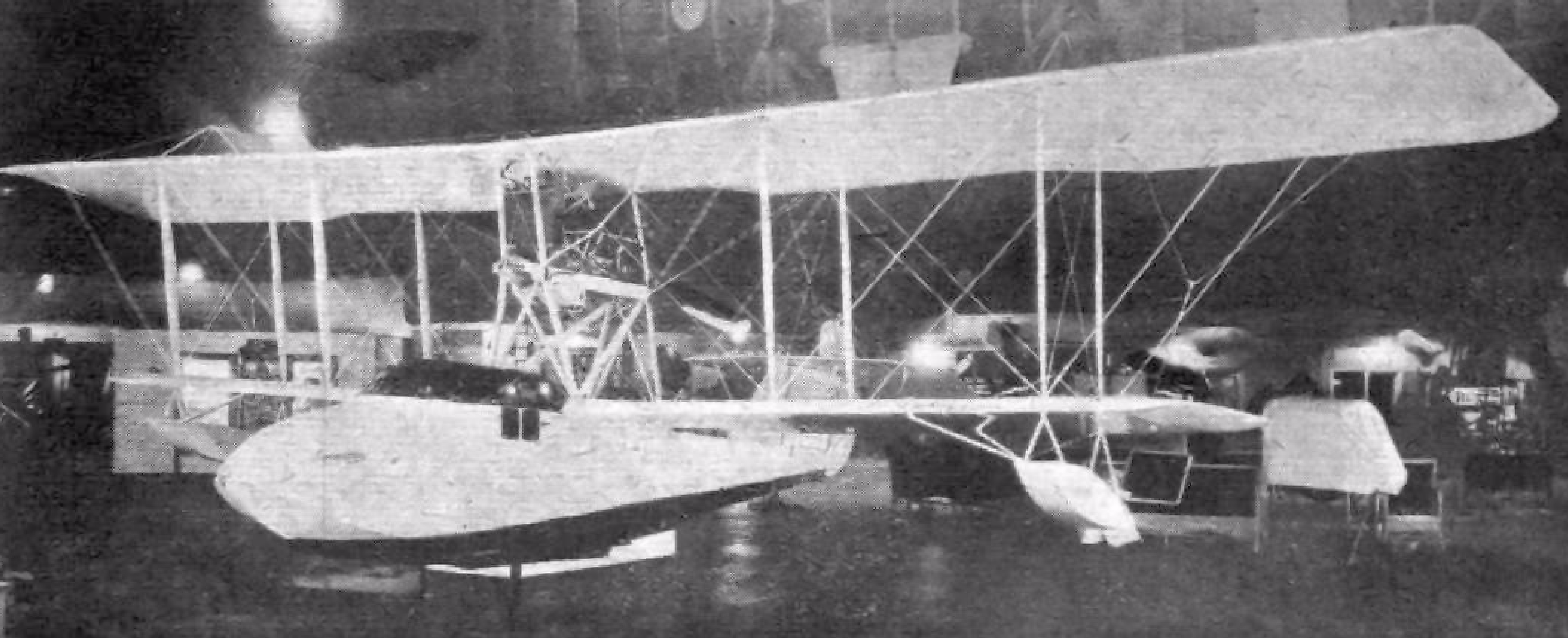
Aeromarine 50 B-2

L'Aeromarine 50 ou Limousine Flying Boat est un hydravion triplace de transport à coque américain dérivé de l'Aeromarine 40 apparu au début des années 1920. Cet appareil fut utilisé par Aeromarine Airways (en) entre New York et Atlantic City, mais aussi pour des vols touristiques le long de la côte est des États-Unis depuis Atlantic City.

## Tous les modèles
- L'Aeromarine 50 possède un moteur Hisso A de 150 ch. Le pilote était installé en poste ouvert à l'avant, les deux passagers dans une cabine fermée.
- L'Aeromarine 50-B possède un moteur Aeromarine U-8 de 180 ch et un poste de pilotage fermé.
- Aeromarine 50-C : remotorisation, pas de détails.
- Aeromarine 50-L : remotorisation, pas de détails.
- Aeromarine 50-S : cette version se caractérise par un fuselage entièrement métallique, le moteur étant un Hisso de 180 ch ou un Aeromarine U-8D. Trois exemplaires [NC2990, NC7691…] utilisés par Aeromarine Airways (en).
- Aeromarine 52 : triplace à moteur U-8D et cabine complètement fermée.
- Aeromarine 55 : similaire au précédent.